# Irakli Bagration-Muchraneli

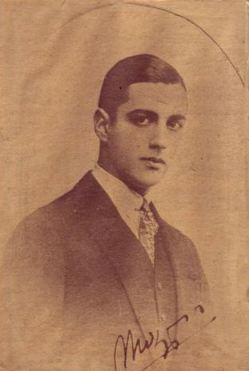
Irakli Bagration-Muchraneli

Irakli Bagration-Muchraneli, gruz. ირაკლი ბაგრატიონ-მუხრანელი, ros. Ираклий Георгиевич Багратион-Мухранский, ang. Irakli Bagration-Mukhraneli (ur. 21 marca 1909 r. w Tyflisie, zm. 30 listopada 1977 r. w Madrycie) – gruziński książę, emigracyjny działacz rojalistyczny, przewodniczący Gruzińskiego Komitetu Narodowego podczas II wojny światowej, Głowa Gruzińskiego Domu Carskiego na Wygnaniu.
Był synem księcia Jerzego Bagrationa-Muchraneli i Heleny Złotnickiej. Po zajęciu Gruzji przez wojska bolszewickie pod koniec 1921 r., jego rodzina wyjechała do Niemiec. Kiedy zakończył edukację, książę I. Bagration-Muchraneli w latach 30. zamieszkał we Włoszech. Odgrywał on aktywną rolę w życiu rojalistycznej emigracji gruzińskiej. W 1939 r. reaktywował 2 wysokie odznaczenia gruzińskie: Order Orła Gruzji i Order Tuniki Naszego Pana Jezusa Chrystusa. W 1940 r. ożenił się z księżną  Marią Antoniettą née Pasquini dei Conti di Costafiorita. W 1942 r. w Rzymie zjazd przedstawicieli gruzińskich organizacji emigracyjnych uznał go za jedynego pretendenta do tronu Gruzji. W tym samym roku powrócił do Niemiec, gdzie stanął na czele Gruzińskiego Komitetu Narodowego w Berlinie. Współtworzył Unię Gruzińskich Tradycjonalistów, która głosiła hasła wyzwolenia Gruzji spod panowania Sowietów i ustanowienia w niej monarchii konstytucyjnej. Po rezygnacji z funkcji przewodniczącego Gruzińskiego Komitetu Narodowego przeniósł się w 1944 r. do Hiszpanii, gdzie otrzymał hiszpańskie obywatelstwo i powtórnie ożenił się (pierwsza żona zmarła) w 1946 r. z księżną Infanta Doña María de las Mercedes Raimunda, siostrzenicą króla Alfonsa XIII. Po jej śmierci w 1953 r., po raz trzeci zawarł małżeństwo w 1961 r. z księżną Doña María del Pilar Pascual y Roig. W 1957 r., po śmierci ojca, odziedziczył tytuł Głowy Gruzińskiego Domu Carskiego na Wygnaniu. Zmarł 30 listopada 1977 r. w Madrycie. W 1994 r. jego szczątki zostały przeniesione do Katedry Sweti Cchoweli w miejscowości Mccheta.